# The Best of Asia: Live
The Best of Asia: Live es un álbum recopilatorio de la banda británica de rock progresivo Asia y fue publicado en el mes de enero de 2001.
Este recopilado de canciones en vivo contiene varios de sus éxitos como «Heat of the Moment», «Sole Survivor» y «Only Time Will Tell» (este último se repite en dos ocasiones en el segundo disco), además de otros temas que se encuentran en los álbumes de estudio Asia, Alpha, Astra, Aqua y Aria, pero grabados en directo con el cantante y bajista John Payne.

## Lista de canciones

### Disco uno
| Side one |                               |                                          |          |  |
| N.º      | Título                        | Escritor(es)                             | Duración |  |
| 1.       | «Go»                          | Geoff Downes / John Wetton               | 5:35     |  |
| 2.       | «Lay Down Your Arms»          | Downes / John Payne / Grant Hart         | 4:49     |  |
| 3.       | «Rock and Roll Dream»         | Downes / Wetton                          | 7:33     |  |
| 4.       | «Aqua Pt. 1»                  | Downes / John Payne / Steve Howe         | 1:56     |  |
| 5.       | «The Heat Goes On»            | Downes / Wetton                          | 5:17     |  |
| 6.       | «Don't Cry»                   | Downes / Wetton                          | 4:12     |  |
| 7.       | «Steve Howe Solo»             |                                          | 13:49    |  |
| 8.       | «Wildest Dreams»              | Downes / Wetton                          | 5:09     |  |
| 9.       | «Open Your Eyes»              | Downes / Wetton                          | 7:09     |  |
| 10.      | «Who Will Stop the Rain?»     | Downes / Johnny Warman / Jane Woolfenden | 4:34     |  |
| 11.      | «Geoff Downes Solo»           |                                          | 2:00     |  |
| 12.      | «Video Killed the Radio Star» | Downes / Trevor Horn / Bruce Woolley     | 2:11     |  |

### Disco dos
| Side one |                       |                            |          |  |
| N.º      | Título                | Escritor(es)               | Duración |  |
| 1.       | «Love Under Fire»     | Downes / Greg Lake         | 5:52     |  |
| 2.       | «Only Time Will Tell» | Downes / Wetton            | 4:55     |  |
| 3.       | «A Far Cry»           | Downes / John Payne / Hart | 5:12     |  |
| 4.       | «Sad Situation»       | Downes / John Payne        | 4:52     |  |
| 5.       | «Remembrance Day»     | Downes / John Payne        | 4:29     |  |
| 6.       | «Anytime»             | Downes / John Payne        | 4:48     |  |
| 7.       | «Sole Survivor»       | Downes / Wetton            | 5:51     |  |
| 8.       | «Summer»              | Downes / John Payne        | 2:21     |  |
| 9.       | «Feels Like Love»     | Downes / John Payne        | 2:56     |  |
| 10.      | «Only Time Will Tell» | Downes / Wetton            | 4:42     |  |
| 11.      | «Heat of the Moment»  | Downes / Wetton            | 6:10     |  |

## Formación
- John Payne — voz principal y bajo
- Geoff Downes — teclados y coros
- Steve Howe — guitarra
- Vinnie Burns — guitarra
- Trevor Thornton — batería